# Box Office Mojo
Box Office Mojo est un site internet fondé en 1999 par Brandon Gray. Intégré au groupe Internet Movie Database (IMDb) filiale d'Amazon depuis 2008, il recense les revenus du box-office du cinéma d'une manière systématique et algorithmique.

## Histoire
Le site est fondé en 1999 par Brandon Gray. En 2002, Gray s'associe à Sean Saulsbury pour atteindre les deux millions de visiteurs par mois. En juillet 2008, le site est racheté par Amazon.com à travers sa filiale IMDb.
De 2002 à 2011, Box Office Mojo a hébergé des forums qui regroupaient plus de 15 000 membres. En novembre 2011, les forums sont fermés et leurs utilisateurs sont invités à rejoindre les forums d'IMDb. Certains jeux ont été créés dans ces forums tels que Fantasy Box Office (2006) ou Create a Year of Movies.

## Box Office Mojo International
La section internationale couvre le box-office semestriel de cinquante territoires et inclut un box office historique d'informations de 107 territoires. Box Office Mojo International reporte également qu'il recense certains films en provenance d'Australie, de République tchèque, de France, d'Allemagne, du Japon, de Lituanie, des Pays-Bas, de Norvège, de Russie et de la Communauté des États indépendants, de Corée du Sud, Taïwan, et du Royaume-Uni.